# Ивица Јелић
Ивица Јелић (Врање, 10. августа 1952) одбојкаш је и тренер. Учествовао је на Летњим олимпијским играма 1980. године такмичећи се у одбојци за мушкарце. Отац је Барбаре Јелић-Ружић и Весне Јелић, познатих хрватских одбојкашица.